# Józsua
A Józsua héber eredetű férfinév, ami a Jehosua névből származik, a jelentése: Jahve az üdvösség vagy Jahve üdvözít/megszabadít. A Jézus ugyanennek a névnek az alakváltozata.

## Rokon nevek
- Józsué:[1] a Józsua alakváltozata.[3]

## Gyakorisága
Az 1990-es években a Józsua és Józsué szórványos név, a 2000-es években nem szerepelnek a 100 leggyakoribb férfinév között.

## Névnapok
Józsua, Józsué:
- június 22.[3]
- szeptember 1.[3]

## Híres Józsuák, Józsuék
- Józsué (Biblia), az ókori zsidók honfoglalás kori vezetője
- V. Ijaszu etióp császár (a neve az etióp Józsua megfelelője)